# Culicoides niphanae
Culicoides niphanae är en tvåvingeart som beskrevs av Wirth och Hubert 1989. Culicoides niphanae ingår i släktet Culicoides och familjen svidknott.
Artens utbredningsområde är Thailand. Inga underarter finns listade i Catalogue of Life.